# 유익한 마음
유익한 마음(팔리어: kusalacittāni 꾸살라 찟따-니, 영어: wholesome cittas, wholesome consciousnesses, moral consciousnesses), 선한 마음 또는 착한 마음은 특히 상좌부의 교학과 아비담마 그리고 수행에서 사용하는 용어로, 무탐 · 무진 · 무치의 3선근을 직접적 원인 또는 주 원인으로 하여 일어나는, 욕계 · 색계 · 무색계 · 출세간의 총 89가지 마음 중 다음의 21가지 또는 총 121가지 마음 중 37가지 마음을 말한다.
- 욕계 · 색계 · 무색계 · 출세간에 속한 총 21가지 또는 37가지의  유익한 마음
  - 욕계 마음에 속한 욕계 유익한 마음 8가지 一 누적 8가지
  - 색계 마음에 속한 색계 유익한 마음 5가지 一 누적 13가지
  - 무색계 마음에 속한 무색계 유익한 마음 4가지 一 누적 17가지
  - 출세간의 마음에 속한 출세간의 유익한 마음 4가지 또는 20가지 一 누적 21가지 또는 37가지

유익한 마음은 모두 무탐 · 무진 · 무치의 3선근의 전부 또는 무탐 · 무진의 2가지와 함께한다는 공통점을 가지고 있다. 그리고 출세간의 유익한 마음을 제외한 나머지 유익한 마음들은 모두 유익한 업 즉 선업을 쌓고, 인과 법칙 즉 업과 업의 과보의 법칙에 따라 그 결과로서 마음에 드는 일 즉 즐겁고 기쁜 일이 생겨나게 한다. 출세간의 유익한 마음은 작용만 할 뿐 선업을 쌓지 않는다. 따라서 후유를 낳지 않는다. 다만, 선업에 비할 수 없는 진여의 무분별지가 발현되게 한다.
유익한 마음은 다음의 분류 또는 체계에 속한다.
- 욕계 · 색계 · 무색계 · 출세간에 속한 총 89가지 마음 또는 총 121가지 마음
  - 욕계 마음 54가지
    - 욕계의 해로운 마음  12가지
    - 욕계의 원인 없는 마음 18가지
    - 욕계 아름다운 마음 24가지
      - 욕계 유익한 마음 8가지 一 누적 8가지
      - 욕계 과보의 마음 8가지
      - 욕계 작용만 하는 마음 8가지

  - 색계 마음 一 15가지
    - 색계 유익한 마음 5가지 一 누적 13가지
    - 색계 과보의 마음 5가지
    - 색계 작용만 하는 마음 5가지

  - 무색계 마음 一 12가지
    - 무색계 유익한 마음 4가지 一 누적 17가지
    - 무색계 과보의 마음 4가지
    - 무색계 작용만 하는 마음 4가지

  - 출세간의 마음 8가지
    - 출세간의 유익한 마음 4가지 또는 20가지 一 누적 21가지 또는 37가지
    - 출세간의 과보의 마음 4가지 또는 20가지